# Производствен процес
Производствен процес e съвкупносттa от всички действия на работниците и оръдията на труда, необходими за изработване на изделия. В резултат на производствения процес суровите материали и полуфабрикати, постъпващи в предприятието се превръщат в готова продукция или услуга в определено количество, качество и асортимент. Обхваща подготовката на средствата за производство, получаване и съхраняване на материали, организация на работното място и други дейности, които общо могат да се разделят на основни, спомагателни и обслужващи процеси.
- Основни процеси – това са технологични процеси, в хода на които се осъществяват изменения на геометричните форми, размера и физико-химичните свойства на продукцията.
- Спомагателни процеси – процеси, които обезпечават непрекъснатото и безпроблемно протичане на основните процеси (изготвяне и ремонт на инструменти, ремонт на оборудването, обезпечаване на електроенергия, топлина, пара, вода и т.н.).
- Обслужващи процеси – процеси, свързани с обслужването както на основните, така и на спомагателните процеси и несъздаващи продукция (хранене, транспорт, контрол и други).